# Estadio Aristocles Castillo
El Estadio Arístocles "Toco" Castillo es un estadio de fútbol, ubicado en la ciudad de Santiago de la Provincia de Veraguas, Panamá. Sede del Veraguas United FC de la Primera División de Panamá. 
Fue reconstruido por segunda ocasión desde el mes de marzo de 2019 hasta diciembre de 2024, aumentando su capacidad de 1,000 a 3,000 espectadores.
Su reinauguración se dio el 17 de febrero de 2025, en la Jornada 5 del Torneo Apertura 2025 de la Primera División de Panamá y el Partido entre Veraguas United FC 0-0 el San Francisco FC.

## Historia
El Estadio Arístocles "Toco" Castillo es utilizado desde el año 2004. Aunque se desconoce su fecha oficial de apertura. Desde sus inicios fue una cancha multiusos y una gradería de aluminio con una capacidad inferior a las 1,000 espectadores.
El 18 de febrero de 2004 se dio el encuentro de la ANAPROF Apertura 2004 entre el Atlético Veragüense 3-0 Alianza FC.
Anteriormente el estadio tenía dimensiones más pequeñas y de césped natural. En el año 2008, el gobierno y el Instituto Nacional de Deportes (INDE) gastó $ 449,104 en la instalación de césped artificial en el campo y el aumento de sus dimensiones 101 x 68 m.
El estadio fue reinaugurado el 18 de enero de 2009 por el presidente en turno Martín Torrijos Espino y el primer partido de la Liga Panameña de Fútbol se jugó el domingo 1 de marzo de 2009, cuando el Atlético Veragüense derrotó a Alianza FC 4-3 en la Copa Digicel Apertura 2009. El primer gol en el renovado estadio, fue anotado por Abdul Pinto de Alianza FC. El estadio fue utilizado por Atlético Veragüense a nivel profesional hasta 2018, cuando se dio su cierre temporal debido a la débil estructura y daños que mantenía el estadio.
El 17 de febrero de 2025 se dio su segunda reinauguración con el corte de cinta por el presidente de la República de Panamá, José Raúl Mulino junto al director del Instituto Panameño de Deportes (Pandeportes) Miguel Ordóñez. Seguido del partido por la Jornada 5 del Torneo Apertura 2025, de la Primera División de Panamá entre el Veraguas United FC y el San Francisco FC.

## Características
El nuevo estadio cuenta con las siguientes especificaciones: 
- 2,700 butacas en gradería.
- 32 palcos con capacidad para 300 fanáticos.
- Cancha sintética con especificaciones FIFA 105 metros de largo x 68 metros de ancho.
- 17 kioscos de comida.
- Una amplia área para personas con discapacidad.
- Dos pantallas LED.
- Iluminación con luces led interactivas.
- 70 estacionamientos.

### Evolución del Aforo
| Fecha                               | Capacidad | Remodelación                            | Especificaciones |
| ----------------------------------- | --------- | --------------------------------------- | --- |
| 18 de febrero de 2004               | 500       | Inauguración del estadio                | Totalidad de los aficionados con asiento. |
| 18 de enero de 2009 - enero de 2019 | 1 000     | Reinauguración del estadio              | Ampliación de la gradería principal, totalidad de los aficionados con asiento. |
| 17 de febrero de 2025 - actualidad  | 3 000     | Reconstrucción y ampliación del recinto | Construcción de las zonas de graderías "A" y "C", reconstrucción y mejoras en la gradería "B" en la tribuna lateral; creación de la conexión a las otras tribunas bajas con dos accesos independientes; graderías separadas en sus tres secciones, generando 2000 nuevos asientos. |

### Características del antiguo estadio 2009 - 2018
- Contaba con un Césped Sintético con dimensiones de 101 metros de largo x 68 metros de ancho.
- Graderías de aluminio con capacidad para 1000 (mil) espectadores.
- Contaba con baños, camerinos, dormitorios y una taquilla para la venta de boletos.
- Contaba con cuatro torres de iluminación para partidos nocturnos.
- Contaba con una cerca perimetral que dividía el terreno de juego de las graderías.

## Nuevo estadio
El 29 de marzo de 2019 se demolieron las estructuras antiguas, para dar paso a las nuevas. Actualmente se encuentra en proyecto la construcción de un nuevo estadio para la ciudad de Santiago de Veraguas. El nuevo coliseo contará con una cancha con dimensiones más amplias (105m x 68m) en un principio de césped sintético, pero luego de conversaciones entre el extinto Veraguas Club Deportivo, el Instituto Panameño de Deportes y la empresa constructora, se propuso colocarle césped natural y un mayor aforo de aproximadamente 3,500 espectadores, lo cual quedó  por confirmar luego de que se hablará de una nueva gradería oeste al estadio, la cual podría aumentar la capacidad.

### Suspensión por Pandemia Covid-19
Su remodelación fue suspendida en marzo de 2020, debido a la pandemia mundial COVID-19 y a que el Gobierno de Panamá declaró Estado de Emergencia y suspensión de todas las actividades en el país. Se reanudó posteriormente en mayo de 2021, con personal reducido. Al mes de junio de 2023 con la visita del director Luis Denis Arce la obra registraba un 40% de avance de la estructura metálica y de cemento, se trabajaba en el montaje de las graderías y se tenía programado que para el mes de julio iniciará la instalación del césped sintético.
En el mes de abril de 2024, se pudo confirmar por parte de Pandeportes que se encontraba en la fase final de construcción y se esperaba que el coliseo estuviera listo para finales del mes de diciembre de 2024.

### Reactivación y último plazo
Con la visita del nuevo director de Pandeportes Miguel Ordóñez acompañado por el Secretario General, Francisco Sanjur; el director de la Dirección de Arquitectura e Ingeniería (DAI), Julio Arosemena, en octubre de 2023 se conoció que el estadio registraba un 96% de avance de la obra. Luego de esta inspección se espera que su inauguración sea con el inicio del Torneo Apertura 2025 de la Primera División de Panamá (LPF), el 17 de enero de 2025. Posteriormente se conoció mediante un comunicado del Instituto Panameño de Deportes, que debido al retraso en material de relleno (arena y caucho) indispensable para la instalación de la grama sintética. Este retraso se dio debido al mal tiempo que se dio en la ciudad de Valencia, España, lo que provocó demoras en las salidas de embarques desde su puerto. Adicionalmente se conoció que la inauguración oficial del coliseo se pacto para el 17 de febrero de 2025.

### Reinauguración
El dia  17 de febrero de 2025, el presidente de la República de Panamá, José Raúl Mulino, reinauguró el estadio de fútbol de la ciudad de Santiago, Provincia de Veraguas, bajo el nombre de Arístocles “Toco” Castillo, este coliseo deportivo tiene capacidad para más de 2,700 personas. La obra, que estuvo abandonada por siete años por pasadas administraciones gubernamentales, representa una inversión de B/.10 millones. 

### Partido Inaugural
En la noche del 17 de febrero de 2025 se realizó el partido inaugural en el Estadio Arístocles Castillo, el onceno del Veraguas United Fútbol Club no pasó del empate 0-0 ante San Francisco FC, en un juego correspondiente a la jornada 5 del Torneo Apertura 2025 de la Liga Panameña de Fútbol.